# Doppelschneidiges Rasiermesser
Doppelschneidige Rasiermesser aus Bronze (mit Rahmengriff) sind eine charakteristische Beigabe in den Urnen der mitteleuropäischen Urnenfelderkultur (1300–800 v. Chr.), deren Verbreitungsschwerpunkt in Süddeutschland liegt. Sie kommen aber auch außerhalb der Region vor. 
Die Rasiermesser gehören der älteren Urnenfelderzeit (Stufe Ha A) an. Einzelne mögen auch jünger sein. Die Rasiermesser haben im Verhältnis zu heutigen oder anderen frühbronzezeitlichen eine ungewöhnliche Stiergehörnform. Sie weist, ebenso wie bei den mit Schiffsmotiven versehenen nordischen Rasiermessern, auf eine besondere Verwendung. 
In Westfalen und im nördlich anschließenden Niedersachsen kommen sie als Einzelfunde vor. In der Umgebung von Münster wurden Stücke gefunden, die als regionale Nachbildungen von Urnenfelder-Rasiermessern anzusehen sind. Ein solches Exemplar ist auch aus Ostwestfalen bekannt. Die Nachahmungen sind Beleg für die kulturelle Ausstrahlung der Urnenfelderkultur.